# Dinophysis

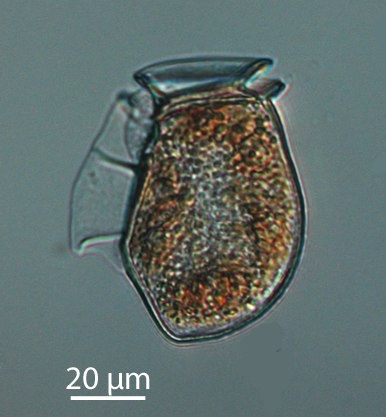
Lebende Zelle von D. acuta in Seitenansicht.

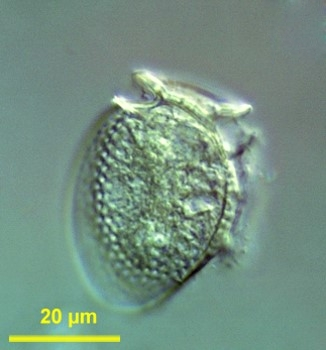
In Formalin fixierte Probe von
D. acuminata aus der Nordsee

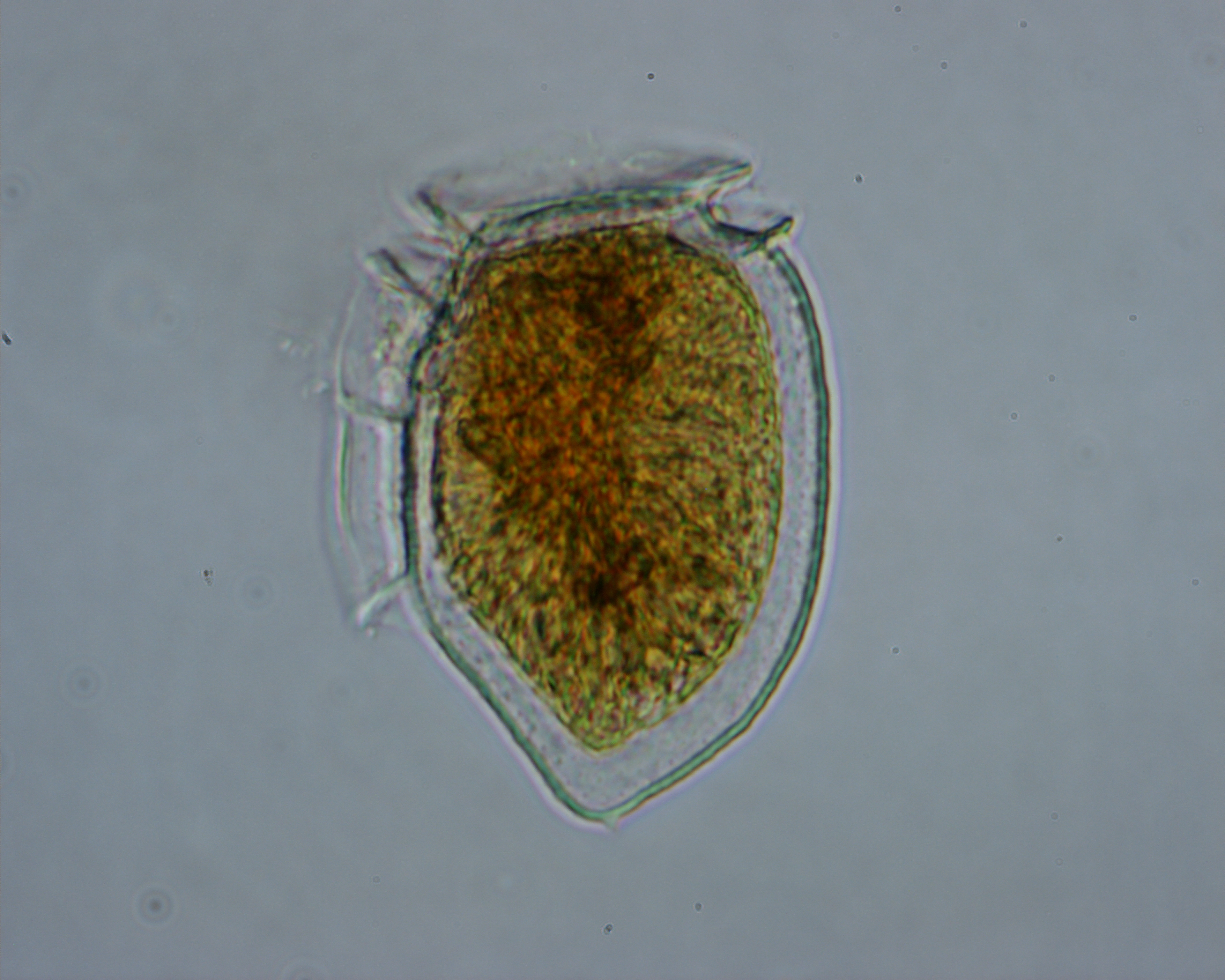
D. norvegica

Dinophysis ist eine Gattung von Dinoflagellaten, die in tropischen und gemäßigten, küstennahen und ozeanischen Gewässern vorkommen.
Die Gattung wurde erstmals 1839 von Ehrenberg beschrieben, mit der deutschen Bezeichnung „Krausenthierchen“ und  der Holotypus-Spezies (Typusart) Dinophysis acuta Ehrenberg. Die Gattung Dinophysis ist in Kultur nur schwer zu erhalten, was die Erforschung dieser Organismen erschwert.
Die Dinophysis-Individuen sind typischerweise mittelgroße Zellen (30–120 µm) mit der für Dinoflagellaten typischen Panzerung (Theca). Der Bauplan und das thecale Plattenmuster sind innerhalb der Gattung stark konserviert. Die Theca sind durch eine sagittale Spaltnaht (Cingulum, Gürtel) in zwei Hälften (Epitheca bzw. Hypotheca) geteilt. Es gibt in der Gattung fünf Typen von Thecaornamenten, die ein für die Artbestimmung nützliches Merkmal darstellen. Die Dinophysis-Einzeller vermehren sich hauptsächlich durch binäre Spaltung (Schizotomie).
Schwere Ausbrüche von Muschelvergiftungen im Nordosten Japans führten 1976–77 zur Identifizierung der ersten toxinproduzierenden Dinophysis-Art D. fortii (diarrhöische Schalentiervergiftung, englisch diarrhetic shellfish poisoning, DSP).
Die Chloroplasten der photosynthetisch aktiven Arten von Dinophysis sind in der Regel stäbchenförmig oder körnig und gelb oder braun gefärbt. Zumindest einige Dinophysis-Arten nehmen bei der Nahrungsaufnahme die Chloroplasten der Beute auf, die sie eine Zeitlang (temporär) behalten (Kleptoplastidie). Beispielsweise nimmt die Art D. caudata diese Kleptoplastiden durch Verschlucken des Wimpertierchens Mesodinium (alias Myrionecta) auf, das seinerseits diese Plastiden von Cryptophyceen der Art Teleaulax amphioxeia „gestohlen“ hat. Daher stammen die Kleptoplastiden dieser Dinophysis-Arten letztlich von den (auch Cryptomonaden genannten) Cryptophyceen, insbesondere von T. amphioxeia.

## Etymologie
Der Gattungsname stammt aus dem Griechischen, „dino-“ kommt von griechisch δεινός deinós, deutsch ‚schrecklich‘, und „-physis“ kommt von φύσις phýsis, deutsch ‚Natur‘.

## Lebensraum und Ökologie
Der übliche Lebensraum von Dinophysis sind tropischen und gemäßigten, ozeanische und küstennahe Gewässer. Obwohl die meisten Dinophysis-Arten Bestandteil des marinen Planktons sind, wurden einige auch in Küstenlagunen und Ästuaren (mit Brackwasser) gefunden.
D. caudata ernährt sich von Wimpertierchen (Ciliaten), insbesondere von Mesodinium rubrum (alias Myrionecta rubra) durch Myzozytose. Wahrscheinlich gehören auch Picophytoplankton, mit Bakterien und Cryptophyceen (Cryptomonaden) gehören wahrscheinlich auch zur Ernährung der Dinophysis-Vertreter. In der Kultur werden Dinophysis-Arten mit mixotropher Ernährung gehalten. Obwohl mixotroph, sind sie hauptsächlich phagotroph (räuberische) und die Photosynthese ist mit (dem räuberischen Erwerb von) Kleptoplastiden verbunden, die immer wieder ersetzt werden müssen.

## Beschreibung

### Morphologie
Die typische Zellgröße von Dinophysis liegt zwischen 30 und 120 µm, es handelt sich also um mittelgroße Zellen. Die Zellgröße von Dinophysis kann dabei von großen, vegetativen Zellen bis hin zu kleinen, gametischen Zellen variieren. Dinophysis haben Theca, die aus zwei großen Platten bestehen und den größten Teil der Panzerung ausmachen, sowie einige kleine Plättchen. Insgesamt zeichnet sich die Gattung 18 Platten aus: vier Epithelplatten, zwei kleine apikale Platten, vier Sulcusplatten, vier Cingulumplatten und vier Hypothecalplatten. Sie haben ein Cingulum, das anterior positioniert ist, und die Zellen sind lateral (seitlich) komprimiert. Der Bauplan und die Plattenzusammensetzung der Theca sind innerhalb der Gattung konserviert, die genaue Anordnung der Thecalplättchen ist ein geeignetes Merkmal zur Artbestimmung.Dinophysis-Thecae sind durch eine sagittale „Spaltnaht“ (en. fission suture), das Cingulum, in zwei Hälften geteilt. In der Gattung Dinophysis gibt es fünf Typen von Theca-Ornamentierungen.

### Plastide bzw. Kleptoplastide

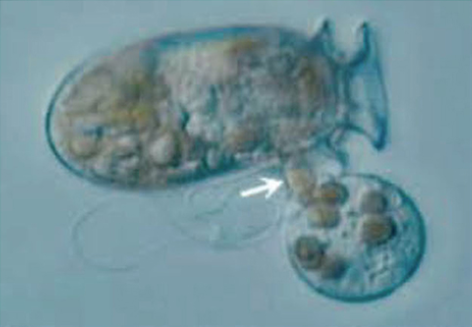
Dinophsyis (mixotroph) beim Vertilgen des Wimpertierchens Mesodinium sp. – Die kleinen roten Kreise im Inneren von Mesodinium sind Cryptophyceen, die das Wimpertierchen selbst bereits gefressen hat (bzw. deren Plastiden). Der Pfeil zeigt auf den kleinen „Strohhalm“ oder Futterröhre (Pedunkel) von Dinophsyis, mit dessen Hilfe die Nahrung aufgenommen wird.

Charakteristisch für Dinophysis sind winzige, meist stäbchenförmige oder körnige, gelb oder braun gefärbte Chloroplasten. Diese haben Stapel von drei Thylakoiden und ein inneres Pyrenoid. In alternden Zellen neigen die Chloroplasten dazu, in der Mitte zu aggregieren und orangefarbene Flecken zu bilden.
Einige Dinophysis-Arten besitzen offenbar Plastiden, die von Cryptophyceen (Cryptomonaden) stammen, denn sie sind mit denen der Cryptomonaden-Spezies Teleaulax amphioxeia (Geminigera/Plagioselmis/Teleaulax-Komplex) im Wesentlichen identisch. In diesem Fall liegt eine unvollständige Phagocytose (Verschlingung) des Wimpertierchens Mesodinium rubrum, das seinerseits die Cryptomonade verschlingt, wobei jeweils die Plastiden (Chloroplasten) übrig blieben, also Kleptoplastiden sind.
Lange war umstritten, ob die Plastiden von D. caudata permanente oder Kleptoplastiden, also temporäre, sind. Heute ist sicher, dass es sich bei den Plastiden von D. caudata um Kleptoplastiden handelt. Die Diskrepanz zwischen molekularen und ultrastrukturellen Daten der Plastiden ist auf strukturelle Veränderungen während der Aufnahme von Plastiden durch unvollständige Phagocytose zurückzuführen. Wird D. caudata mit den rotbraunen Plastiden von M. rubrum gefüttert, so werden diese nicht in einer Nahrungsvakuole verdaut, sondern an die Peripherie der Zelle transportiert, wo sie sich mit den übrigen Plastiden vereinigten. Während der Einverleibung der Plastiden kommt es dabei zu einer Veränderung von deren Morphologie: die Thylakoide der M. rubrum-(Klepto-)Plastiden werden unregelmäßig und aufgebläht. Beobachtete Pigmentveränderungen der Plastiden sind auf Photoaktivität zurückzuführen; der Wechsel von schwachem zu starkem Licht beim Fehlen von Beute führt dazu, dass die Plastiden grün werden (Priorität des Chlorophylls).
Die Plastiden der Cryptophyceen sind komplexe Plastiden mit vier Membranen und einem Nucleomorph, d. h. sie sind Produkt einer sekundären Endosymbiose. Zudem geht der Nucleomorph der Cryptophyceen-Plastiden, der bei den Wimpertierchen M. rubrum noch zu finden ist, bei D. caudata verloren. Am Ende erscheinen die Plastiden bei D. caudata sternförmig mit gebündelte Pyrenoide in terminaler Position, und ihre Thylakoidmembranen sind paarweise angeordnet.

### Lebenszyklus
Die Dinophysis-Einzeller teilen sich hauptsächlich ungeschlechtlich durch binäre Spaltung.
Lange Zeit glaubte man, dass es bei den Dinophysis-Arten keinen Sexualzyklus (mit geschlechtlicher Fortpflanzung) gibt. Inzwischen ist jedoch klar, dass sich bei D. acuminata und D. acuta Gametenzellen bilden können. Dies wurde festgestellt, als sich kleine, kugelförmige Zellen innerhalb größerer Zellen zu bilden schienen. Zwar ist die Rolle des sexuellen Zyklus bei Dinophysis noch nicht vollständig geklärt, aber nach Untersuchungen an D. acuta und anderen Spezies konnte zumindest ein Modell vorgeschlagen werden, wie dies ablaufen könnte:
Deren Zellen kommen in zwei deutlich unterschiedlichen Größen vor. Bei den kleinen Zellen ist die Theca in der Regel dünner als bei den großen Zellen, und die morphologischen Strukturen scheinen weniger entwickelt. Sowohl kleine als auch große Zellen teilten sich vegetativ und bildeten die beobachteten 1 bis 4 rundlichen intrazellulären Körper. Einige dieser rundlichen Körper enthalten wiederum viele kleine begeißelte Zellen (Zoide), die durch eine Pore entkommen und sehr motil sind (d. h. schnell schwimmen). Diese Zoide wachsen wie scheinbar vegetative Formen, fungieren aber später als Gameten: Durch Konjugation (sexuelle Verschmelzung) entsteht eine Zygote, die (manchmal nach einer oder zwei weiteren Teilungen) in eine unbewegliche Zyste übergeht. Diese Arbeitshypothese bedarf jedoch noch weiterer Aufklärung und Bestätigung durch verschiedene Ansätze.

## Pseudogene
Während toxische (Toxine produzierende) Dinophysis-Arten wie D. acuminata ein einziges Gen für die LSU-rRNA besitzen, scheinen nicht-toxische Arten zwei verschiedene Klassen von LSU-rRNA zu haben. Der Unterschied zwischen diesen beiden Gruppen ist eine Deletion von 70 bp (Basenpaaren), was darauf hindeutet, dass das kürzere Produkt ein Pseudogen ist. Das Pseudogen kann als Marker für D. acuminata verwendet werden und könnte als Marker zur Unterscheidung toxischer und nicht-toxischer Stämme dienen und weitere Erkenntnisse über die Genetik der Toxizität von Dinophysis-Arten liefern.

## Praktische Bedeutung
Toxische (Toxine produzierende) Dinophysis-Arten sind eine Bedrohung für die Muschelzucht. Mindestens sieben Dinophysis-Arten enthalten diarrhöische lipophile Muschelgifte. Die toxischen Dinophysis-Arten produzieren Okadasäure, Dinophysistoxine und Pectenotoxine, die die Proteinphosphatase hemmen und Durchfall (Diarrhoe) verursachen. Diese Toxine sind sekundäre Stoffwechselprodukte und eine einzige Art kann durchaus mehrere Arten von Toxinen produzieren. Die Produktion dieser Toxine wird sowohl durch genetische Faktoren als auch durch die Umwelt gesteuert. Die meisten Dinophysis-Arten, die diarrhöische Muschelvergiftungen verursachen, kommen in den borealen, sowie gemäßigten und tropischen Meeren vor. Zu den gemeinsamen Merkmalen toxischer Dinophysis-Arten gehören großes Zellvolumen, stark entwickelte Körpermerkmale (Cingulum, Sulcus, Hypothecalfortsätze).

## Systematik

### Evolution
Dinoflagellaten werden informell (nicht-taxonomisch) als Algen klassifiziert und bilden nach neueren phylogenetischen Untersuchungen eine Schwestergruppe der Wimpertierchen (Ciliaten) und Apicomplexa. Phylogenetische Untersuchungen wurden meistens anhand von Sequenzen der großen und kleinen ribosomalen Untereinheiten (LSU-rRNA und SSU-rRNA) durchgeführt. Diese Ergebnisse stimmen nicht immer mit morphologischen Untersuchungen auf der Grundlage der Muster der Thecalplatten überein. Die Sequenzierung der SSU-rRNA der Spezies D. acuminata, D. norvegica und D. acuta ergab eine sehr große Übereinstimmung, was darauf hindeutet, dass diese photosynthetischen Arten sich erst vor erdgeschichtlich kurzer Zeit auseinanderentwickelt haben.

### Arten
Es hat sich zudem herausgestellt, dass es sich bei vielen verschiedenen Dinophysis-Arten möglicherweise nur um unterschiedliche Lebensphasen derselben Spezies handelt, was zu vielen Synonymisierungen geführt hat.
Die folgende Liste führt lediglich eine kurze Auswahl an Spezies der Gattung an:
- Dinophysis acuminata  Claparède & Lachmann, 1859[6][14][15]
- Dinophysis acuta  Ehrenberg, 1839 (Typus)[6][14][15]
- Dinophysis caudata  Saville-Kent, 1881[18][6][13][12]
- Dinophysis fortii  Pavillard, 1924[6] mit Synonym Dinophysis ovum  Schütt, 1895 sensu Martin, 1929 (WoRMS)
- Dinophysis hastata Stein, 1883[19]
- Dinophysis norvegica  Claparède & Lachmann, 1859[15]
- Dinophysis oviformis Chen & Ni, 1988
- Dinophysis ovum – unter diesem Namen finden sich in den einschlägigen Datenbanken unterschiedliche Einträge:

- Dinophysis ovum (F.Schütt) T.H.Abé (WoRMS) mit Schreibvariante Dinophysis ovum (F. Schütt) T.H. Ab (NCBI)
- Dinophysis ovum F.Schütt 1895 mit Synonym Dinophysis brevisulcus L.-S.Tai & Skogsberg 1934 (AlgaeBase)
- Dinophysis ovum T.H.Abé, nom. illeg. 1967 (AlgaeBase)

- Dinophysis sacculus Stein, 1883 mit Synonym Dinophysis pavillardi J.L.B.Schröder[14]